# ستيف كارترايت
ستيف كارترايت (بالإنجليزية: Steve Cartwright)‏ (8 يناير 1965 في المملكة المتحدة - ) هو لاعب كرة قدم بريطاني في مركز الدفاع. لعب مع كولتشستر يونايتد ونادي تاموورث ونادي أثرستون تاون.